# Remembrance
Remembrance ist eine französische Funeral-Doom-Metal-Band. Die Gründer Matthieu Sachs und Carline van Roos sind zudem Gründer und Mitglieder der Band Lethian Dreams.

## Geschichte
Remembrance wurde im Juni 2004 von Matthieu Sachs und Carline Van Roos gegründet. Die erste Aufnahme der Band war das Demo Among Lost Illusions, welches im März 2005 aufgenommen und selbst produziert wurde. Wenige Zeit später begannen Remembrance, neue Lieder zu schreiben, und unterzeichneten einen Vertrag mit dem Label Total Rust Music. Das erste Album Frail Visions erschien im September 2005. Im Oktober 2007 nahm das finnische Label Firebox Remembrance unter Vertrag. Das zweite Album, Silencing the Moments, dessen Aufnahmen bereits im Sommer 2007 begannen, erschien im April 2008. Im Gegensatz zum ersten Album wies es eine bessere Produktionsqualität auf. Im Juni 2009 schloss sich Norman Müller der Band an und ersetzte den bis dahin genutzten Drumcomputer. In dieser Zusammenstellung begann die Band mit den Arbeiten an ihrem dritten Album. Fall, Obsidian Night erschien 2010.

## Stil
Die Musik von Remembrance kann als langsam, aber atmosphärisch beschrieben werden. Die Band kombiniert die tiefen Deathgrunts von Matthieu Sachs mit dem klaren Gesang von Carline Van Roos, wobei der männliche Gesang dominiert.

## Diskografie
- 2004: Beyond the Waters (Demo, Selbstverlag)
- 2005: Among Lost Illusions (Demo, Selbstverlag)
- 2005: Frail Visions (Album, Totalrust Music)
- 2008: Silencing the Moments (Album, Firedoom Music)
- 2010: Fall, Obsidian Night (Album, Firedoom Music)